# Juan Barbas
Juan Alberto Barbas (Buenos Aires, 1959. augusztus 23. –) argentin válogatott labdarúgó. 
Az argentin válogatott tagjaként részt vett az 1979-es Copa Américán, az 1980-as Mundialitón és az 1982-es világbajnokságon.

## Sikerei, díjai
Sion
- Svájci bajnok (1): 1991–92

Argentína
- Ifjúsági világbajnok (1): 1979